# Promontorio di Capo Mele
Il promontorio di Capo Mele è un imponente promontorio roccioso ubicato nel ponente della provincia di Savona, tra i comuni di Andora ad ovest e Laigueglia ad est. A causa del cambio di concavità che la costa subisce in corrispondenza di esso, costituisce il punto costiero più occidentale osservabile nelle giornate limpide da Genova e altre località liguri.

## Storia
Storicamente il promontorio è stato indicato come "capo delle Mole", con riferimento ad antichi mulini a vento che si trovavano sul crinale, "capo delle Melle" e "capo delle Mele".

## Territorio
Il versante orientale è molto scosceso, mentre quello occidentale, estremamente antropizzato, è più digradante. Lungo il crinale è ubicato il vecchio nucleo abitato di Colla Micheri, già residenza dell'esploratore norvegese Thor Heyerdahl.

## Luoghi di interesse
Sulla sommità del promontorio, a circa 220 m di quota, si trova la stazione meteorologica di Capo Mele, mentre sul versante est sorge il faro di Capo Mele. A 50 m in direzione di Laigueglia si trova l'antico santuario mariano di Nostra Signora delle Penne.

## Galleria d'immagini

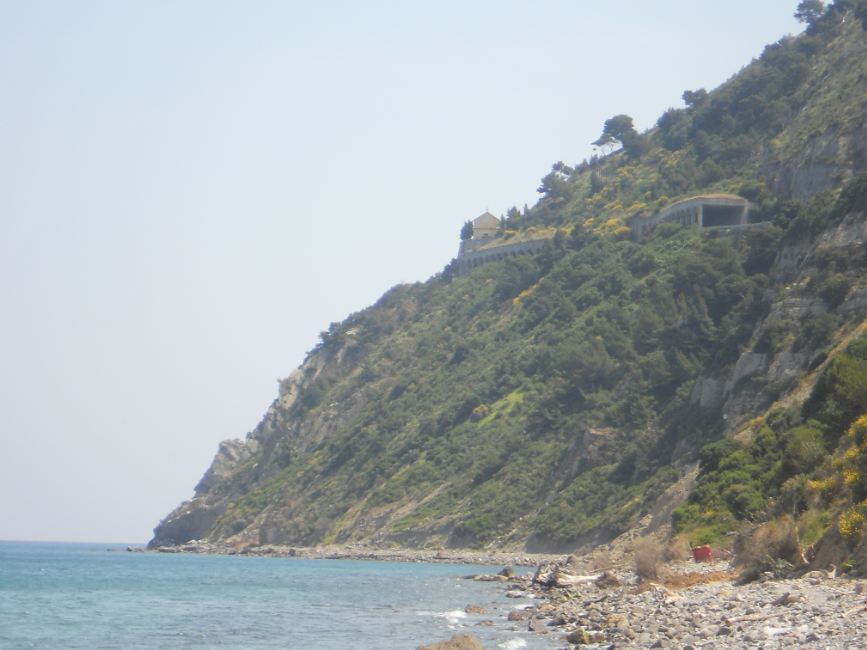
Nelle vicinanze di Capo Mele
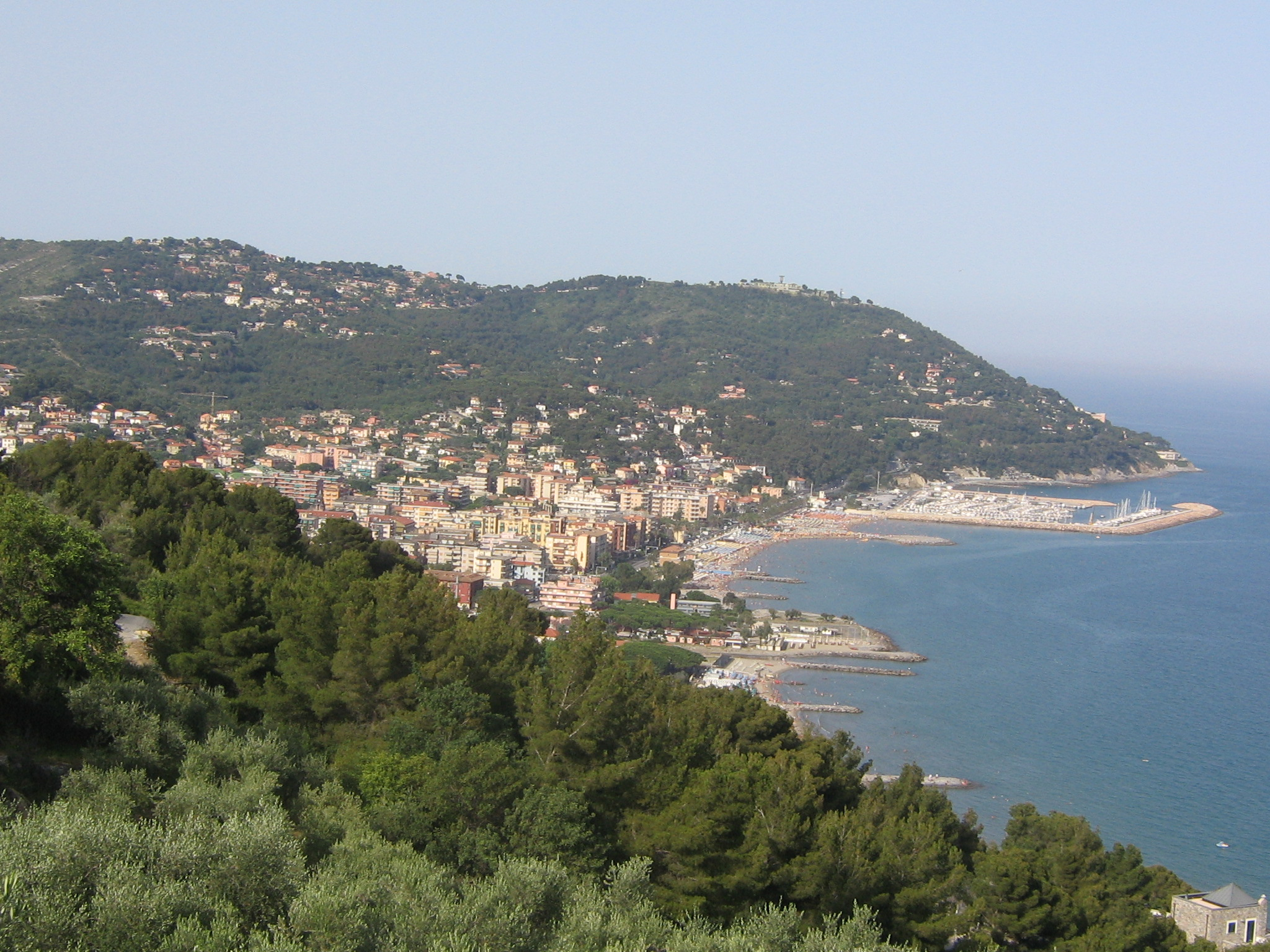
Il promontorio di Capo Mele da ovest
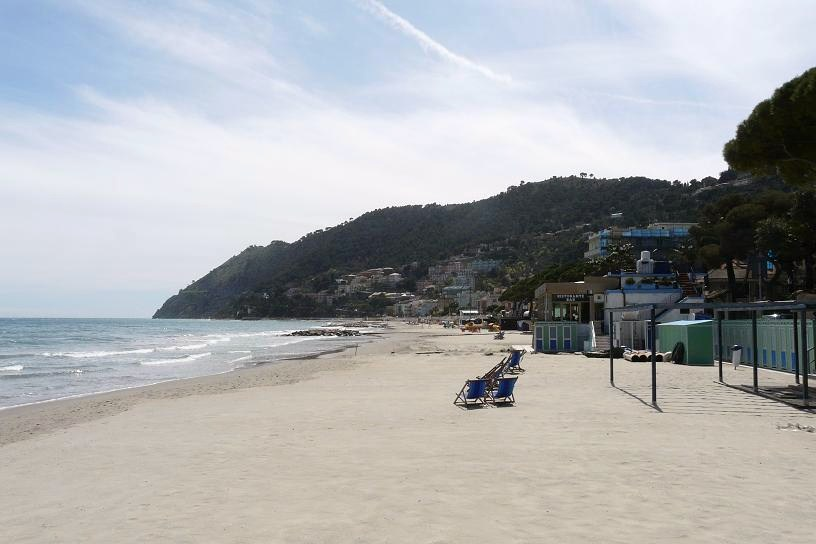
Il promontorio di Capo Mele da est
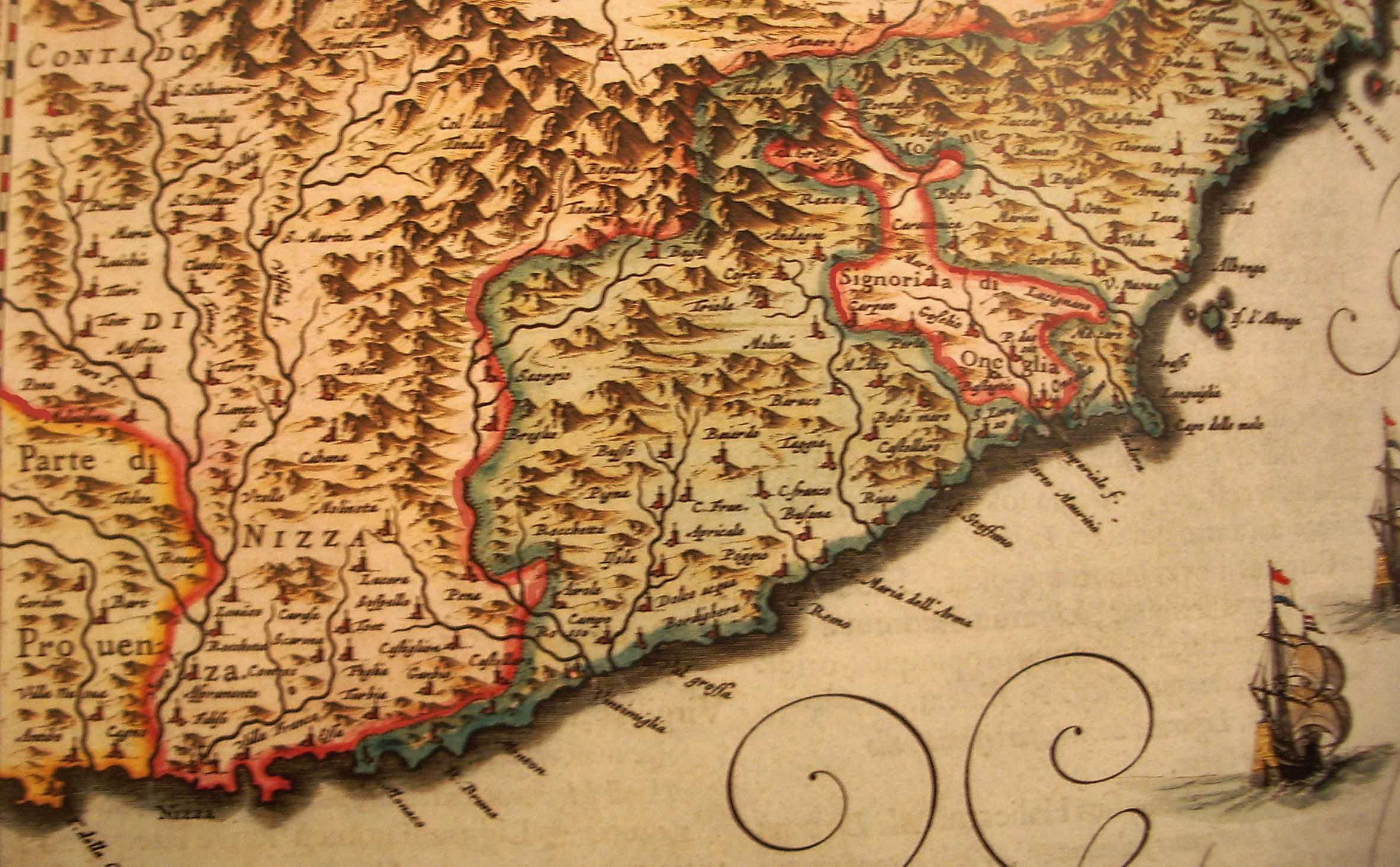
Il promontorio di Capo Mele in un atlante del 1664